# Xiphozele hunanensis
Xiphozele hunanensis är en stekelart som beskrevs av He och Ma 2000. Xiphozele hunanensis ingår i släktet Xiphozele och familjen bracksteklar. Inga underarter finns listade i Catalogue of Life.